# Strada statale 470 della Valle Brembana
La strada statale 470 della Valle Brembana (SS 470), fino al 3 maggio 2021 strada provinciale ex strada statale 470 della Valle Brembana (SP ex SS 470), è una strada statale italiana che percorre la valle omonima.
La denominazione di strada provinciale ex strada statale 470 della Valle Brembana (SP ex SS 470) resta in uso per identificare il tratto da Bergamo a Villa d'Almè.

## Storia
La strada statale 470 venne istituita nel 1964 con il seguente percorso: "Bergamo - San Pellegrino Terme - San Martino de' Calvi."
In seguito al decreto legislativo n. 112 del 1998, dal 2001, la gestione è passata dall'ANAS alla Regione Lombardia, che ha provveduto al trasferimento dell'infrastruttura al demanio della Provincia di Bergamo.
Nel 2020 sono iniziate le procedure di ritorno sotto la giurisdizione di ANAS. A partire dal 3 maggio 2021 la strada diventa di competenza statale tramite il piano rientro strade. Nel piano rientro strade sono state inserite due strade provinciali bergamasche, la strada provinciale 1 Lenna-Mezzoldo e la 9 Mezzoldo-Passo San Marco, ad esse va ad aggiungersi la strada provinciale 8 della Provincia di Sondrio. La tratta da Bergamo a Villa d'Almè resta in gestione alla Provincia di Bergamo.
Il tracciato originale aveva una lunghezza di 36,800 km, quello attuale di 93,002 km; nel conteggio dei chilometri non è compreso il tratto veloce della circonvallazione est di Bergamo.
Nella competenza ANAS rientra anche la SS 470 dir, Villa d'Almè - Stezzano, che da Paladina diventa Tangenziale Sud di Bergamo. 

## Tronchi stradali

### Da Bergamo a Villa d'Almè
L'odierno asse viario ha origine a Bergamo, in uscita dallo svincolo autostradale e di interconnessione con l'autostrada A4 Torino-Trieste, noto come Rondò delle Valli, in quanto lo stesso mette in relazione la viabilità locale con l'Asse Interurbano di Bergamo o strada provinciale ex strada statale 671 della Val Seriana (SP ex SS 671). Da questo punto l'arteria prosegue come viale di circonvallazione a doppia carreggiata, fino a raggiungere la periferia est della città, dove diventa a carreggiata singola, prima di attraversare i centri abitati di Ponteranica, Sorisole, Almè e Villa d'Almè, comune in cui la SS 470 intercetta la SS 470 dir proveniente da Stezzano. 
Il tratto dove inizia la Valle Brembana, da Ponteranica a Villa d'Almè, è a tutti gli effetti una strada urbana caratterizzata da numerosi incroci a raso, pertanto il limite di velocità non supera i 50 km/h.       
| SS 470 - CIRCONVALLAZIONE EST DI BERGAMO TRATTO VELOCE AUTOSTRADA - PONTERANICA | |    |
|                                                                                 | Crema - Cremona | BG |
|                                                                                 | Bergamo Campagnola Città Alta aeroporto di Orio al Serio Lecco - Como Treviglio Milano-Venezia                                                | BG |
|                                                                                 | - Brescia Lovere Lago d'Iseo | BG |
|                                                                                 | Bergamo Celadina casa circondariale A.T.B. Casa dello Sport A.B.F. - C.F.P.                                                                   | BG |
|                                                                                 | USCITA INTERNA (strada principale) Val Brembana Ponteranica USCITA CENTRALE tutte le direzioni Gorle USCITA ESTERNA Val Seriana Torre Boldone | BG |
|                                                                                 | Bergamo Monterosso Bergamo Redona Stadio Palazzetto dello Sport Ostello della gioventù Centro don Orione                                      | BG |
|                                                                                 | Area Servizio | BG |
|                                                                                 | | BG |
|                                                                                 | fine tratto strada veloce | BG |

### Da Villa d'Almè a Zogno
Superato l'abitato di Villa d'Almè la sede stradale diventa più scorrevole e costeggia sul fianco sinistro il fiume Brembo, poi entra nel territorio di Sedrina evitando il paese mediante una variante realizzata per un lungo tratto in viadotto, prima di giungere a Zogno. A Sedrina parte la SP 24 per la Val Brembilla e la Val Taleggio. Dai Ponti di Sedrina è possibile accedere a un percorso naturalistico,  interdetto al traffico automobilistico, che conduce alla Grotta delle Meraviglie.

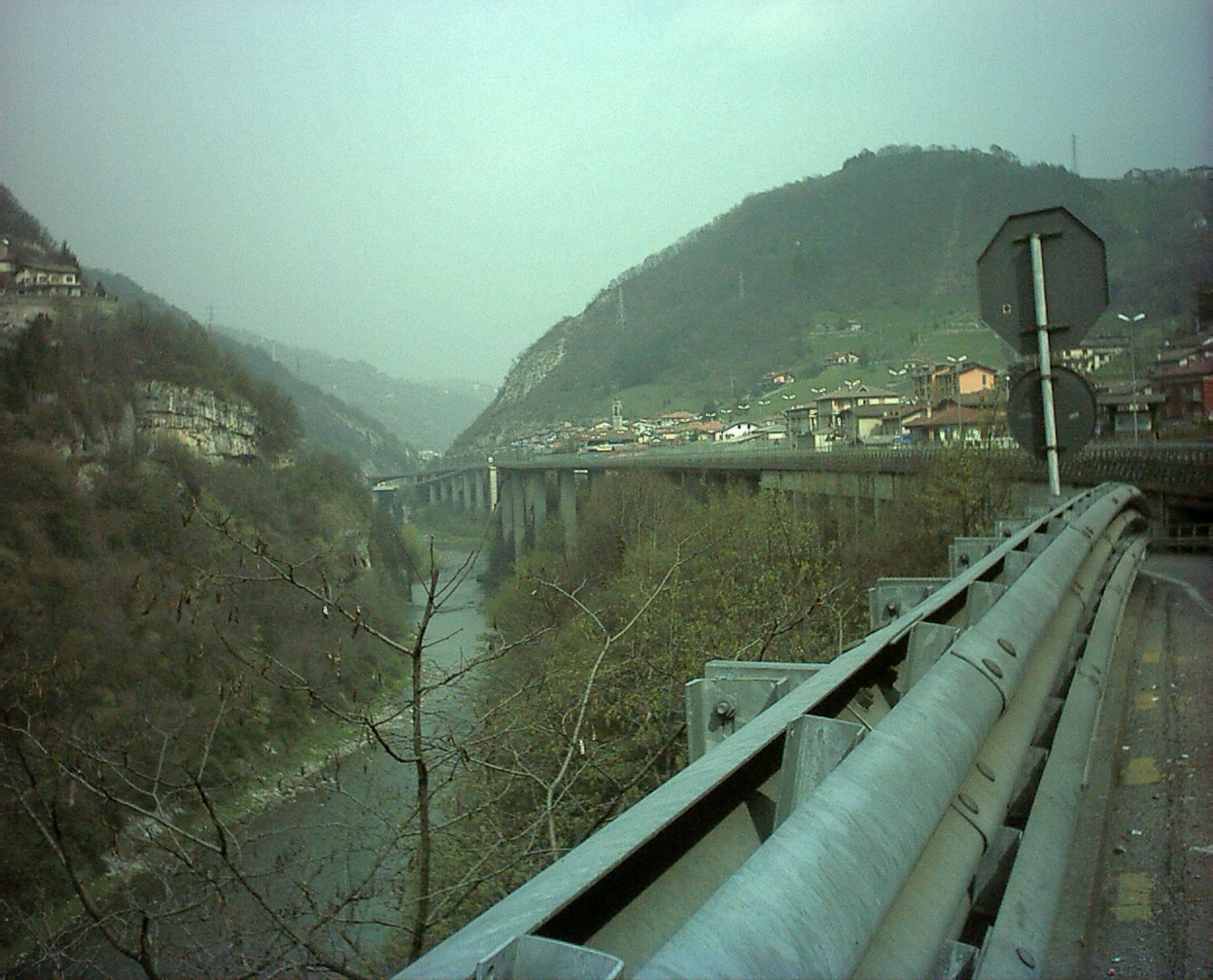
Il viadotto di Sedrina

| SS 470 della VALLE BREMBANA VARIANTE DI SEDRINA |                                                  |
| tipologia                                       | uscita                                           |
| solo dir. nord                                  | Sedrina                                          |
| solo dir. nord                                  | Valle Taleggio Brembilla Ubiale Clanezzo         |
| solo dir. sud                                   | Valle Taleggio Brembilla Ubiale Clanezzo Sedrina |

### Da Zogno a San Pellegrino Terme
L'ingresso a Zogno avviene attraverso una breve galleria aperta negli anni '30. Subito dopo vi è la rotatoria oltre la quale è possibile imboccare il nuovo itinerario in superstrada che consente di aggirare il centro abitato compresa la frazione di Ambria. La nuova strada risale la valle con due gallerie in successione, dopodiché scollina riallacciandosi al tracciato originario poco prima dell'ingresso nel territorio comunale di San Pellegrino Terme. La vecchia strada, invece, rimane pianeggiante, abbandona la rotatoria passando davanti alla centrale elettrica di Zogno e procedendo lungo l'asse urbano di circonvallazione segue le vie Locatelli, Cesare Battisti, XXIV Maggio, XXV Aprile, Donatori di Sangue, Montegrappa. Nella frazione di Ambria la vecchia strada intercetta la SP 27 della val Serina, che collega Serina e Oltre il Colle, per terminare nei pressi del passo Zambla, dove prosegue come SP 46 fino a Ponte Nossa. Questa rete di provinciali rappresenta a tutti gli effetti l'unica forma di collegamento diretto stradale tra la Valle Brembana e la Valle Seriana. L'intero percorso urbano della vecchia strada da Zogno a Ambria ha perso la classificazione di SS 470, pertanto la competenza è stata demandata al comune di Zogno, fino all'altezza della rotatoria che da accesso allo stabilimento di imbottigliamento delle acque minerali Sanpellegrino, in località Madonna del Lavello. Da qui il piano viario sale per circa 1 km giungendo infine a San Pellegrino Terme. 

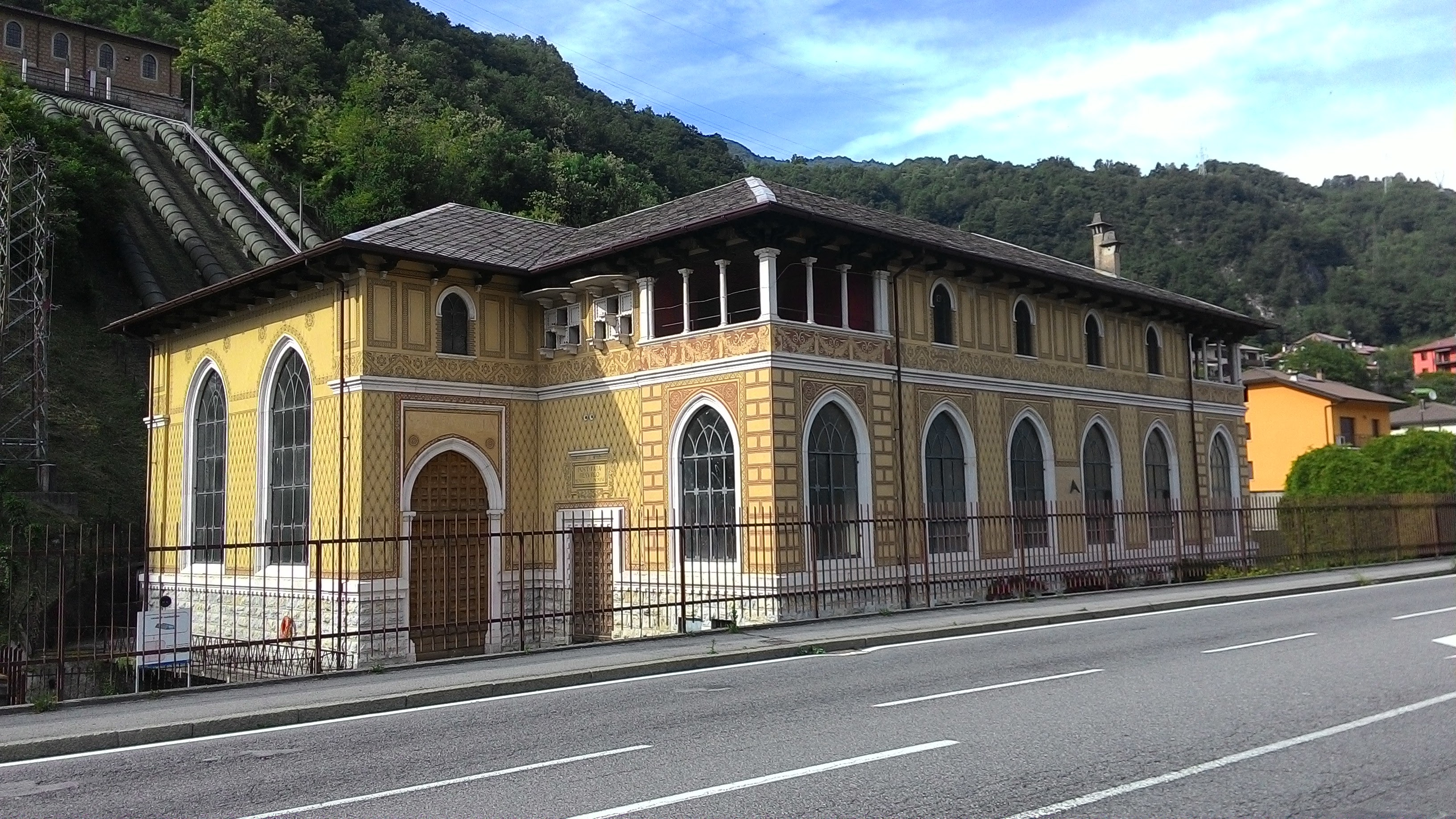
La ex SS 470 a Zogno, sullo sfondo l'edificio della centrale elettrica

I lavori di costruzione della variante di Zogno, lunga complessivamente 4,3 km, hanno subito un lungo processo di gestazione e si sono conclusi nell'agosto 2021, con l'apertura al traffico avvenuta il giorno 8 novembre.
| SS 470 della VALLE BREMBANA VARIANTE DI ZOGNO |                                             |
| tipologia                                     | uscita                                      |
|                                               | Zogno                                       |
|                                               | Valle Serina Sanpellegrino Flagship Factory |

### Da San Pellegrino Terme a Piazza Brembana
A San Pellegrino Terme, rinomata località climatica di cura e di soggiorno, pregevole esempio dello stile "Liberty" e del turismo della "Belle Époque", la statale costeggia dapprincipio sulla destra lo stabilimento delle acque minerali Sanpellegrino, dopodiché affronta una rotatoria che da accesso al paese oppure permette di proseguire sul tratto in superstrada per San Giovanni Bianco. Attraversato il ponte sul fiume Brembo un primo svincolo serve la periferia sud, poi si entra in galleria fino al successivo svincolo della periferia nord, dove si incontra anche la SP 26 per Dossena. Poco più oltre finisce la superstrada ma si devono percorrere ancora alcuni chilometri prima di raggiungere l'abitato di San Giovanni Bianco. A San Giovanni Bianco la SP 25 collega la Valle Brembana alla Valsassina passando per il culmine di San Pietro. L'alluvione che portò all'esondazione del fiume Brembo il 18 luglio 1987 fece registrare ingenti danni infrastrutturali, tra cui la distruzione di alcuni tratti della SS 470, soprattutto da San Pellegrino Terme a Piazza Brembana, così durante le fasi della ricostruzione si iniziò a pensare di rendere più sicuro il suo assetto, cercando allo stesso tempo di eliminare il traffico dalle aree abitate, in particolare con la costruzione di alcune varianti in galleria. Dopo San Pellegrino Terme le varianti attualmente completate sono: località Costone (San Giovanni Bianco), Camerata Cornello, Lenna-Piazza Brembana. 
Entrando a Camerata Cornello, lungo il vecchio tracciato, si incrocia la strada per l'antico borgo di Cornello del Tasso; da Piazza Brembana invece la SP 2 conduce rispettivamente alle stazioni sciistiche di San Simone, Foppolo e Carona.     
| SS 470 della VALLE BREMBANA VARIANTE DI SAN PELLEGRINO TERME |                                                          |
| tipologia                                                    | uscita                                                   |
|                                                              | San Pellegrino Terme clinica Quarenghi terme Grand Hotel |
|                                                              | San Pellegrino Terme Sud                                 |
|                                                              | San Pellegrino Terme Nord Dossena                        |

| SS 470 della VALLE BREMBANA VARIANTE DI COSTONE |                 |
| tipologia                                       | uscita          |
| solo dir. sud                                   | isola ecologica |

| SS 470 della VALLE BREMBANA VARIANTE DI CAMERATA CORNELLO |                                                          |
| tipologia                                                 | uscita                                                   |
| solo dir. nord                                            | Camerata Cornello museo dei Tasso e della storia postale |
|                                                           | Camerata Cornello Cornello dei Tasso                     |

| SS 470 della VALLE BREMBANA VARIANTE DELLA GOGGIA |            |
| tipologia                                         | uscita     |
| solo dir. nord                                    | Via Goggia |
|                                                   | Le Goggie  |

| SS 470 della VALLE BREMBANA VARIANTE DI LENNA - PIAZZA BREMBANA |                                                 |
| tipologia                                                       | uscita                                          |
| solo dir. nord                                                  | Lenna lago del Bernigolo zona industriale LENNA |
|                                                                 | Foppolo Piazza Brembana San Simone Carona       |

### Da Piazza Brembana a Morbegno, attraverso il passo di San Marco

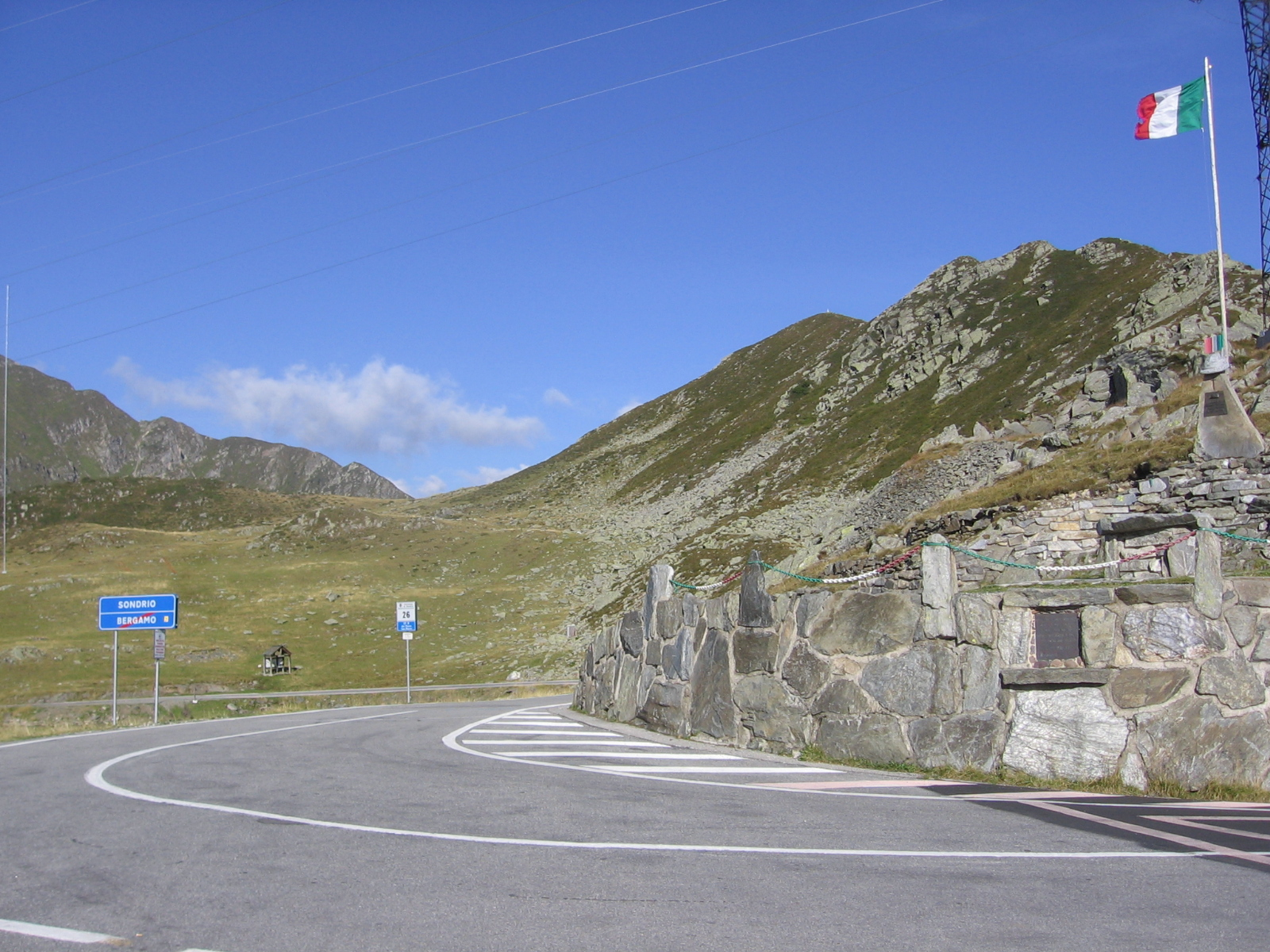
La SS 470 al Passo di San Marco

Dopo Piazza Brembana vengono attraversati i comuni di Olmo al Brembo e di Mezzoldo. Da Mezzoldo la sede stradale assume un andamento tortuoso, intervallato da una lunga serie di tornanti, toccando dapprincipio il bivio per il rifugio Cà San Marco (quota 1.830 m s.l.m) nel territorio comunale di Averara e solo successivamente il passo di San Marco (1.992 m s.l.m.). 
Dal passo di San Marco si scende in Valtellina fino ad arrivare a Morbegno dove la strada termina alla confluenza con la SS 38 dello Stelvio. Scendendo dal passo di San Marco il primo paese che si incontra è Albaredo per San Marco.
Durante il periodo invernale la salita al passo di San Marco è interdetta al traffico automobilistico.

## Progetti di ammodernamento
È in fase di studio la creazione di una variante di 4 km che salterà il centro abitato di San Giovanni Bianco realizzando al contempo un nuovo svincolo per la Val Taleggio.

## Comuni attraversati
- Provincia di Bergamo: Bergamo, Ponteranica, Sorisole, Almè, Villa d'Almè, Sedrina, Zogno, San Pellegrino Terme, San Giovanni Bianco, Camerata Cornello, Lenna, Piazza Brembana, Olmo al Brembo, Mezzoldo, Averara.
- Provincia di Sondrio: Albaredo per San Marco, Morbegno.

## Strada statale 470 dir della Valle Brembana
La strada statale 470 dir della Valle Brembana (SS 470), fino al 3 maggio 2021 strada provinciale ex strada statale 470 dir della Valle Brembrana (SP ex SS 470 dir) è una parte della strada statale 470 della Valle Brembana (SS 470) che si snoda nella provincia di Bergamo.
Ha origine a Villa d'Almè, staccandosi dalla strada statale 470 della Val Brembana e termina a Stezzano, dove cambia denominazione in SS 42, dopo aver oltrepassato il casello autostradale della A4 presso Dalmine. L'itinerario in superstrada da Paladina a Stezzano rientra nel percorso della cosiddetta Tangenziale Sud di Bergamo.
Attraversa i comuni di:
- Villa d'Almè
- Almè
- Paladina
- Valbrembo
- Mozzo
- Curno
- Treviolo
- Dalmine
- Stezzano

### Percorso
| SS 470 dir - TANGENZIALE SUD DI BERGAMO TRATTO VELOCE STEZZANO - PALADINA |                                                                                          |    |
|                                                                           | Stezzano Treviglio Milano-Brescia (casello di Treviglio a 20 km) Verdello Levate         | BG |
|                                                                           | Centro Commerciale                                                                       | BG |
|                                                                           | Milano-Venezia (casello di Dalmine) Milano Bergamo Dalmine                               | BG |
|                                                                           | Lallio Dalmine loc. Sforzatica                                                           | BG |
|                                                                           | Treviolo loc. Albegno                                                                    | BG |
|                                                                           | Treviolo loc. Roncola                                                                    | BG |
|                                                                           | Area Servizio                                                                            | BG |
|                                                                           | SP BG SS 671 Asse Interurbano Bergamo Aeroporto di Orio al Serio Crema Val Seriana       | BG |
|                                                                           | SS 342 dir/A Asse Interurbano Lecco Como                                                 | BG |
|                                                                           | Curno Sud Centro Commerciale                                                             | BG |
|                                                                           | Area Servizio                                                                            | BG |
|                                                                           | Curno Bergamo Ospedale Papa Giovanni XXIII                                               | BG |
|                                                                           | Ponte San Pietro Lecco-Como Sotto il Monte Parco Faunistico Policlinico Ponte San Pietro | BG |
|                                                                           | Mozzo loc. Pascoletto                                                                    | BG |
|                                                                           | Area Servizio                                                                            | BG |
|                                                                           | Centro Commerciale                                                                       | BG |
|                                                                           | Valbrembo Ponte San Pietro Briolo Volo a vela Parco Faunistico                           | BG |
|                                                                           | Paladina Villa d'Almè Almè Val Brembana Valbrembo                                        | BG |
|                                                                           | fine tratta veloce in fase di progettazione il tratto veloce Paladina - Villa d'Almè     | BG |

### Storia
La strada statale 470 dir venne istituita nel 1995 lungo il seguente itinerario: "innesto con la SS 470 a Villa d'Almè - innesto con la SS 525 presso Dalmine", utilizzando lo stesso tracciato della precedente SP 153 "Villa d'Alme' - Dalmine".
In seguito al decreto legislativo n. 112 del 1998, dal 2001, la gestione è passata dall'ANAS alla Regione Lombardia che ha provveduto al trasferimento dell'infrastruttura al demanio della Provincia di Bergamo. Nel 2020 sono iniziate le procedure di ritorno sotto la giurisdizione ANAS. Dal 3 maggio l'intero tracciato è tornato all'ANAS tramite il piano rientro strade.
Con l'apertura per lotti del nuovo assetto viario denominato "Tangenziale Sud di Bergamo" dagli anni '90 a oggi il percorso ha subito numerose modifiche e varianti; l'ultimo in ordine cronologico ha riguardato tra il 2020 e il 2021 l'ammodernamento della carreggiata nel tratto compreso fra Treviolo e Paladina. 
Attualmente si stanno reperendo i fondi per la costruzione della variante veloce Paladina - Villa d'Almè.